# Peperone di Senise
Il peperone di Senise è una varietà di peperone tipica dell'omonimo comune in provincia di Potenza.
È una cultivar di Capsicum annuum dolce, con pericarpo sottile e basso contenuto di acqua. Dal 1996, il peperone di Senise è riconosciuto come prodotto ortofrutticolo a indicazione geografica protetta (IGP).

## Caratteristiche
Presenta una forma appuntita, ad uncino o a tronco, a seconda del tipo. Ha un sapore dolce ed un colore che varia dal verde al rosso porpora, quando maturo, e si caratterizza per le dimensioni e la polpa sottile (da 1,5 a 2,2 mm). Il peduncolo è ben saldato alla bacca, tale da non staccarsi nemmeno ad essiccazione avvenuta. Il prodotto secco si deve presentare in collane (dette serte) di lunghezza variabile da 1,5 a 2 m. Viene commercializzato fresco, secco ed in polvere.
La zona di produzione comprende le aree limitrofe al comune di Senise che si affacciano sulla valle del Sinni e sull'Agri.
Sin da quando il peperone arrivò in Italia, tra il 1500 e il 1600, gli agricoltori senisesi selezionarono una varietà che, con il passare del tempo, diventerà una delle più pregiate a livello nazionale. Inizialmente questa solanacea crebbe e si sviluppò in un panorama agricolo caratterizzato soprattutto dall'autoconsumo, diventando successivamente una coltura sempre più specializzata e quindi capace di garantire un reddito.
L'uso più popolare del peperone di Senise è quello di essere essiccato, trasformandosi in un peperone croccante noto come "crusco", elemento essenziale della cucina lucana. L'essiccazione dei Peperoni di Senise avviene secondo metodi locali naturali per mezzo di esposizione indiretta ai raggi solari in lunghi serti appesi in siti soleggiati ed aerati. Un ultimo passaggio rapidissimo nel forno elimina ogni residuo di umidità ed agevola la eventuale successiva molitura per ottenere una spezia nota in gergo come zafaran p'sat, poiché ricorda, per colore e struttura, il classico zafferano. Viene anche usato fresco come peperone ripieno (zafaran chin) con l'aggiunta di aglio, mollica e alici.

## Areale

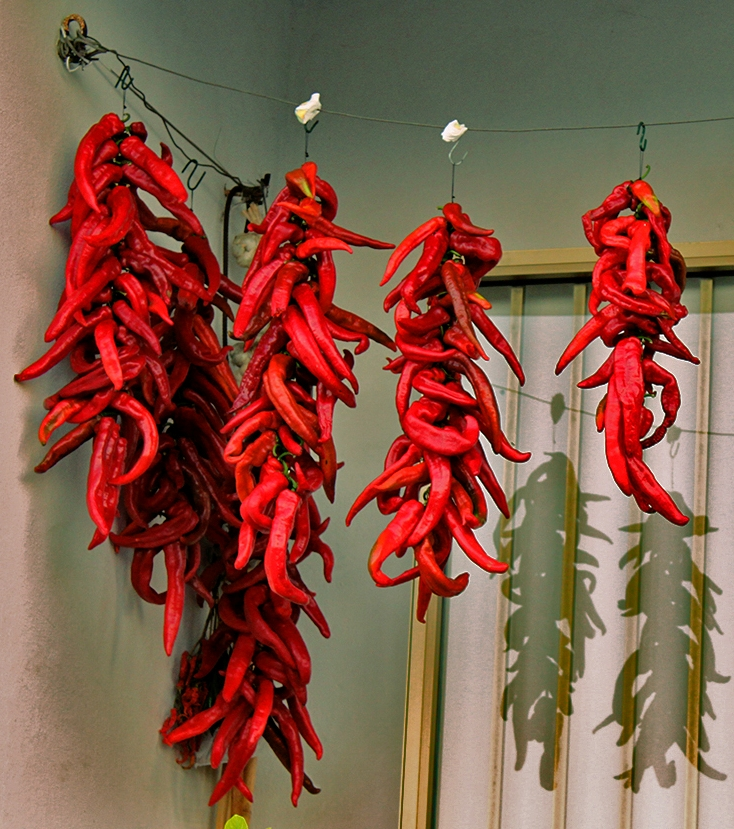
Peperoni di Senise esposti all'aperto, in fase di essiccazione

La produzione ricade nel comune di Senise ed in altri comuni limitrofi delle province di Potenza e Matera. Per ottenere la denominazione "peperoni di Senise" occorre che gli stessi siano prodotti in una delle seguenti zone:
- per Senise, il territorio si identifica con le aree servite dagli impianti irrigui del consorzio di bonifica "Alta Val d'Agri" (aree golenali di recupero sulla sponda destra e sinistra del fiume Sinni impianto Sicileo, Visciglio, Massanova, Piano delle maniche, Codicino, Piano delle Rose), nonché le aree pianeggianti in destra e sinistra del torrente Serrapotamo;
- per Chiaromonte, i terreni golenali a partire dal fosso "Armirosse" e compresi tra la stradella comunale "Chiaromonte-Sinnica" e l'argine sulla sponda sinistra del fiume Sinni, nonché i terreni golenali siti sulla destra del torrente Serrapotamo in località "Ischitella" di Chiaromonte;
- per Noepoli, le aree golenali site sulla sinistra del fiume Sarmento in località Pantano di Noepoli e Piano delle Rose;
- per San Giorgio Lucano, le aree golenali site sulla sinistra del fiume Sarmento in località "Rosaneto" e Piano delle Rose;
- per Valsinni, sono interessati tutti i terreni golenali posti sulla sponda destra del fiume Sinni;
- per Colobraro, i terreni golenali in destra del fiume Sinni;
- per Tursi, i terreni golenali pianeggianti posti sulla destra del fiume Agri e precisamente i "Giardini Monte e i Giardini di Marone", e quelli in destra del fiume Sinni fino all'altezza tra l'incrocio tra la S.S. Sinnica e la diramazione per Tursi;
- per Montalbano Jonico, i terreni golenali lungo la sponda sinistra del fiume Agri che a partire dai "Giardini di Isca", percorrendo tutta la S.S. Val d'Agri 103, arrivano alla c.da Sant'Elena;
- per Craco, sono indicati i terreni pianeggianti che costeggiano la S.P.76 Craco-Peschiera dall'incrocio con la S.S.103 fino al Km 8;
- per Roccanova, i terreni pianeggianti in destra e sinistra della fiumarella di Roccanova;
- per Sant'Arcangelo, i terreni golenali compresi tra fondovalle dell'Agri e la sponda destra del fiume omonimo.

## Sagra
Al peperone di Senise è dedicata una sagra nota come U strittul ru zafaran (il vicolo del peperone), organizzata, annualmente, l'11 agosto.